# 熱血硬派くにおくん すぺしゃる
『熱血硬派くにおくん すぺしゃる』（ねっけつこうはくにおくん すぺしゃる）は、 2011年12月15日にアークシステムワークスより発売されたニンテンドー3DS用ゲームソフト。

## 概要
『熱血硬派くにおくん』のリメイク作。くにおくんシリーズ25周年を記念し、元テクノスジャパンでアーケード版のスタッフでもある岸本良久、緒方孝治（Kon)、甲斐浩二、更にサウンド担当として澤和雄も携わって制作された。キャラクターはダウンタウンシリーズなどと同様の2.5頭身のドット絵で描かれている。
BGMは原作のファミコン版の他、『ダウンタウン熱血物語』などの曲のアレンジが使用されており、2013年に放送された実写ドラマ版『熱血硬派くにおくん』でも本作のBGMが使用された。

## モード
ストーリーモード
初代アーケード版をベースに明確なストーリーを加えたアクションRPGモード。一部にはファミコン版の要素も盛り込まれている。『ダウンタウン熱血物語』とほぼ同じシステムを採用し、商店街でアイテムを購入してステータスを上げながら進行する。また、『初代熱血硬派くにおくん』同様に一般市民に話し掛けたり（キックで攻撃も可能）、敵を倒してレベルアップするという要素もある。
アーケードモード
初代アーケード版のリメイクだが、ゲーム画面は他のモードと同様。操作性は原作再現のため、他のモードと違う独自のものになっている。
バトルロイヤル
くにおくんシリーズのキャラクター達による4人対戦（ローカルプレイ&ダウンロードプレイ対応）。使用可能キャラクターはミッションモードで購入することで解禁されていく。
ミッションモード
難易度の高い条件のゲームをクリアするモード。敵を全滅させる以外にも、ボスを複数回倒す、仲間を一定時間守る、敵を倒して一定金額稼ぐなどといったミッションも存在し、歴代シリーズキャラクターとの対戦も用意されている。使用可能キャラはくにおのみ。ミッションをクリアするとポイントが支払われ、このポイントと引き換えにバトルロイヤルの使用可能キャラを解禁できる。
ギャラリー
旧作のポスターやちらしを閲覧できるモード。閲覧できる項目はストーリーモードを進めたり、アーケードモードでスコアを稼ぐ毎に増えていく。

## 登場人物
原作となる『熱血硬派くにおくん』のほか、過去のくにおくんシリーズ（『熱血高校ドッジボール部』など）からも登場している。パッケージには『ダウンタウンシリーズ』のキャラも多数描かれているが、いずれもバトルロイヤルやミッションモード、ミニゲームのみで、本編には登場しない。

### 従来作からのキャラクター
くにお
主人公。熱血高校2年E組。弱い者いじめや無関係な人物に対する暴力を嫌う正義の不良「熱血硬派」。本作では物語冒頭で熱血高校に転校してきたことになっている。
ひろし
生まれながらにしてトラブルに巻き込まれやすい「弱虫秀才」。熱血高校2年E組。カツアゲされていたところをくにおに助けられ、親友となる。原作同様、全編を通して殴られたり刺されたりとトラブルに見舞われ、くにおが戦う理由を作る。本作では政治家の父（後述）を持つ設定。本編では喧嘩はしないが、バトルロイヤルではプレイヤブルキャラとして使用可能。また、ミッションモードでは強化されてくにおに戦いを挑んでくる。
りき
花園高校番長「神速連打」。硬派な性格で人望が厚く、喧嘩もくにおに匹敵する強さを誇る。くにおとの戦いの後も度々彼の力になる。本作以前の彼については『りき伝説』で語られ、同作のエンディングから本作第一章のボス戦へ繋がる形になる。
みさこ
熱血高校の「マドンナ」。2年F組。不良が大嫌いで、当初はくにおとの仲は険悪だったが、徐々にくにおのことを気に入るようになっていく。『熱血高校ドッジボール部 サッカー編』を始めとする過去作ではサッカー部のマネージャーだったが本作ではサッカー部との絡みは無く、『新・熱血硬派くにおたちの挽歌』の「みさこ」の設定も特に反映されていない。ミッションモードでは敵の攻撃から彼女を守るミッションが存在する。
しんじ
暴走族の総長「蒼の皇帝」。チーム名は原作の「横浜ファンキー」ではなく、『くにおたちの挽歌』以降の「ブルーエンペラー」になっている。また、りきのサッカー部時代の先輩という設定になり、終盤にはりきと共にくにおの危機に駆け付けるなど、旧作とは大きく異なったパーソナリティが与えられた。
みすず
太陽学園のスケ番「怪力巨女」。くにおを凌駕する巨体とガタイの持ち主。本作ではゲームセンターでプリクラを撮っていたところをくにおに爆笑されて喧嘩に発展するという少々理不尽な扱いを受けている。
さぶ
暴力団「三和会」の「極悪組長」。原作では若頭だったが、本作では『くにおたちの挽歌』同様に組長となっている。また、くにおとは本作が初対面ということになっており、旧作のような因縁はない。カジノ建設によって三和会の勢力拡大を目論む。
こうじ
熱血高校ドッジボール部員。本作ではドッジボール部のキャプテンとなっている。
もるどふ
『熱血高校ドッジボール部（FC版）』のソビエト連邦（発売当時）チームのメンバーだったが、本作では公園に出没する謎のロシア人として登場。戦利品のアイテムを持っていくと換金してくれる。傍にいる女子生徒によると、ストーリー中の騒動に巻き込まれる度に暴走族やヤクザをドッジボールで返り討ちにしていたという。

### 本作から登場のオリジナルキャラ
まどか
くにおのクラスの担任である美人教師。遅刻や喧嘩の絶えないくにおに頭を悩ませている。次回作にも登場。
こうちょう
熱血高校の校長。前の高校を追い出されてどこにも行く当てのなかったくにおを受け入れる。ある生徒の話では昔は相当な不良だったとのことで、その反動で真面目になったのではないかと語られる。次回作ではNPCとして登場。
ゆうや
熱血高校の不良。ひろしをカツアゲしていたところをくにおに叩きのめされ、以降は花園学園の生徒やブルーエンペラーを嗾けてくにおを倒そうと目論む。岸本によると、不良になる前は「早○田に入れるほど」の優等生であった。次回作ではとしおと共に特定条件を満たした時のみ登場する。
としお
ゆうやの連れのイジメっ子。打倒くにおの為に手を尽くす。
わたる
花園高校のNo.2の不良「花園の狂犬」。原作の「とおる」に相当。表向きはりきに忠実だが、腹の底には野心を秘めている。ゆうやととしおに頼まれ、りきに内密で熱血高校を襲撃するが、まどかに手を上げたためにくにおの逆鱗に触れる。後にりきに事が発覚した後は相当懲らしめられたらしく改心した様子を見せるが、次回作では再び暗躍する。
みこと
ブルーエンペラーの親衛隊長。原作の「たけし」に相当。くにおとのバイクでの追跡劇の末に敗北し、ハイウェイに置き去りにされる。次回作でも僅かに登場する。
みゆき
みすずに付き従うスケ番で、みすずとは対照的な美少女。みすずの容姿に爆笑するくにおをたしなめる。『ダウンタウン熱血行進曲 それゆけ大運動会〜オールスタースペシャル〜』にもDLC「チームミスズ」のメンバーとして登場し、「くみこ」と共演している。『いけいけ熱血ホッケー部』や『くにおの熱血闘球伝説』にも同名のキャラが登場するが別人。
おとうさん
ひろしの父の「真面目議員」。カジノ建設に反対しているがために三和会に狙われている。襲ってきたヤクザをその場に居合わせたくにおが返り討ちにしたため、後日息子のひろしが襲われることとなった。原作における「何故ひろしがヤクザに刺されたのか？」という謎に解を示している。
カツジ
三和会舎弟頭。終盤、くにおを罠に嵌める。
テツ
三和会の非道な若頭で、ゆうやの兄。